# Green Line (Metrô de Miami)
Green Line (Metrô de Miami) é a primeira linha do sistema metroviário da cidade de Miami, Flórida.
Em operação desde 20 de maio de 1984. A linha tem as suas estações terminais em Kendall, no Condado de Miami-Dade e Palmetto, no Condado de Manatee. A linha foi construída no sentido norte-sul, passa por Coral Gables, e serve o centro de Miami.

## Estações
- Palmetto
- Okeechobee
- Hialeah
- Tri-Rail
- Northside
- Plaza Dr. Martin Luther King Jr
- Brownsville
- Earlington Heights
- Allapattah
- Santa Clara
- Civic Center
- Culmer
- Historic Overtown/Lyric Theatre
- Government Center
- Brickell
- Vizcaya
- Coconut Grove
- Douglas Road
- University
- South Miami
- Dadeland North
- Dadeland South